# Bellview, Novi Meksiko
Bellview je naseljeno neuključeno područje u okrugu Curryju u američkoj saveznoj državi Novom Meksiku. 
Ime je prikupio United States Geological Survey između 1976. i 1981. u prvoj fazi prikupljenja zemljopisnih imena, a Informacijski sustav zemljopisnih imena (Geographic Names Information System) ga je unio u popis 13. studenoga 1980. godine.
Bellview je nosio također i ime Rosedale.
Poštanski ured u Bellviewu djeluje od 1912. godine. Poštanski ured zatvoren je 22. travnja 1995. godine.
Državna cesta Novog Meksika br. 241 prolazi kroz grad u pravcu istok - zapad. Danas je grad većinom napušten i primiče se statusu grada duhova.

## Zemljopis
Nalazi se na 34°49′16″N 103°6′28″W / 34.82111°N 103.10778°W Smješten je na Visokim ravnicama (High Plains) Llano Estacada.

## Vanjske poveznice
- Fotografije istočnog Novog Meksika i Llano Estacada